# Yamaha XT 550

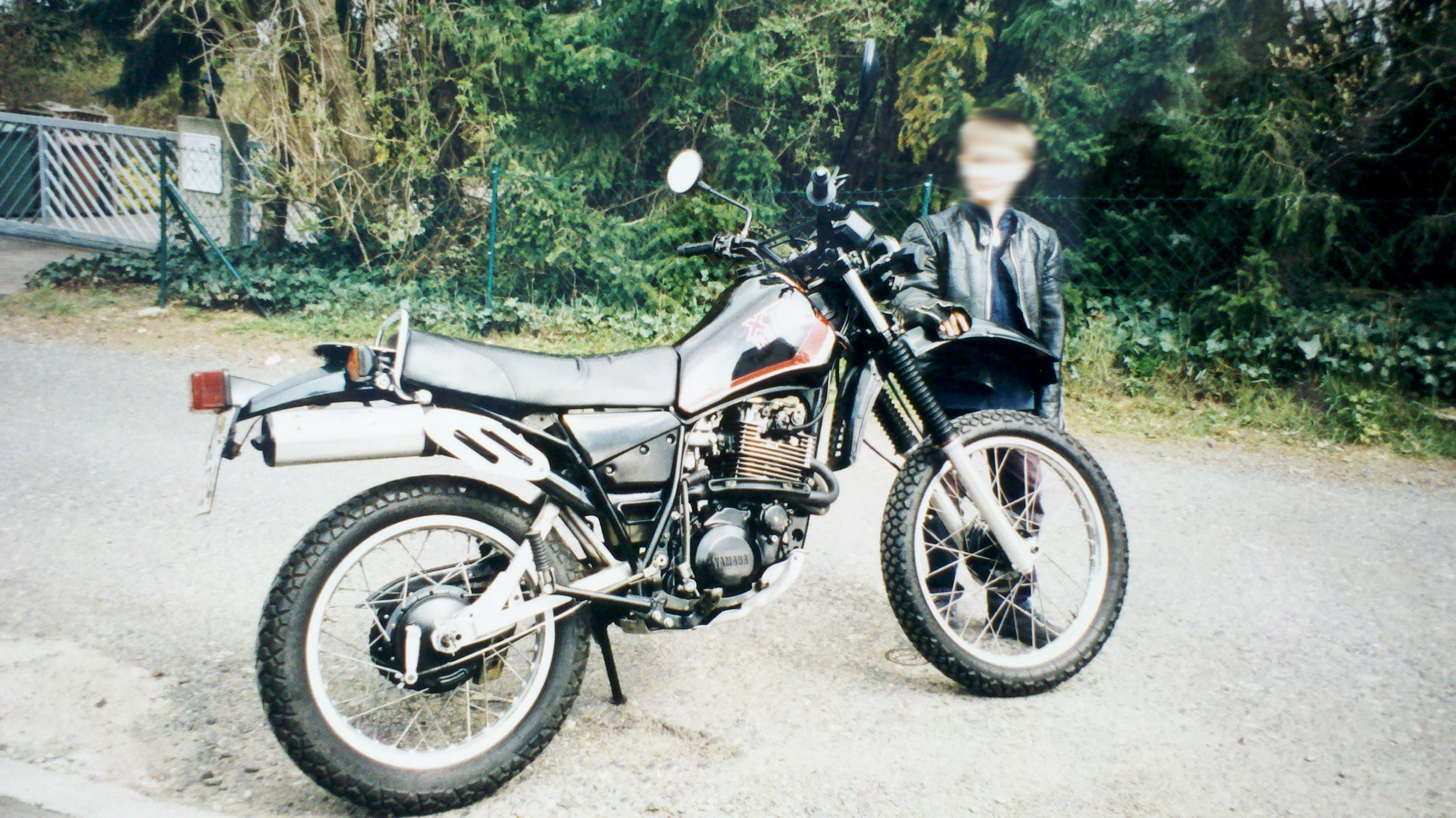
Yamaha XT 550

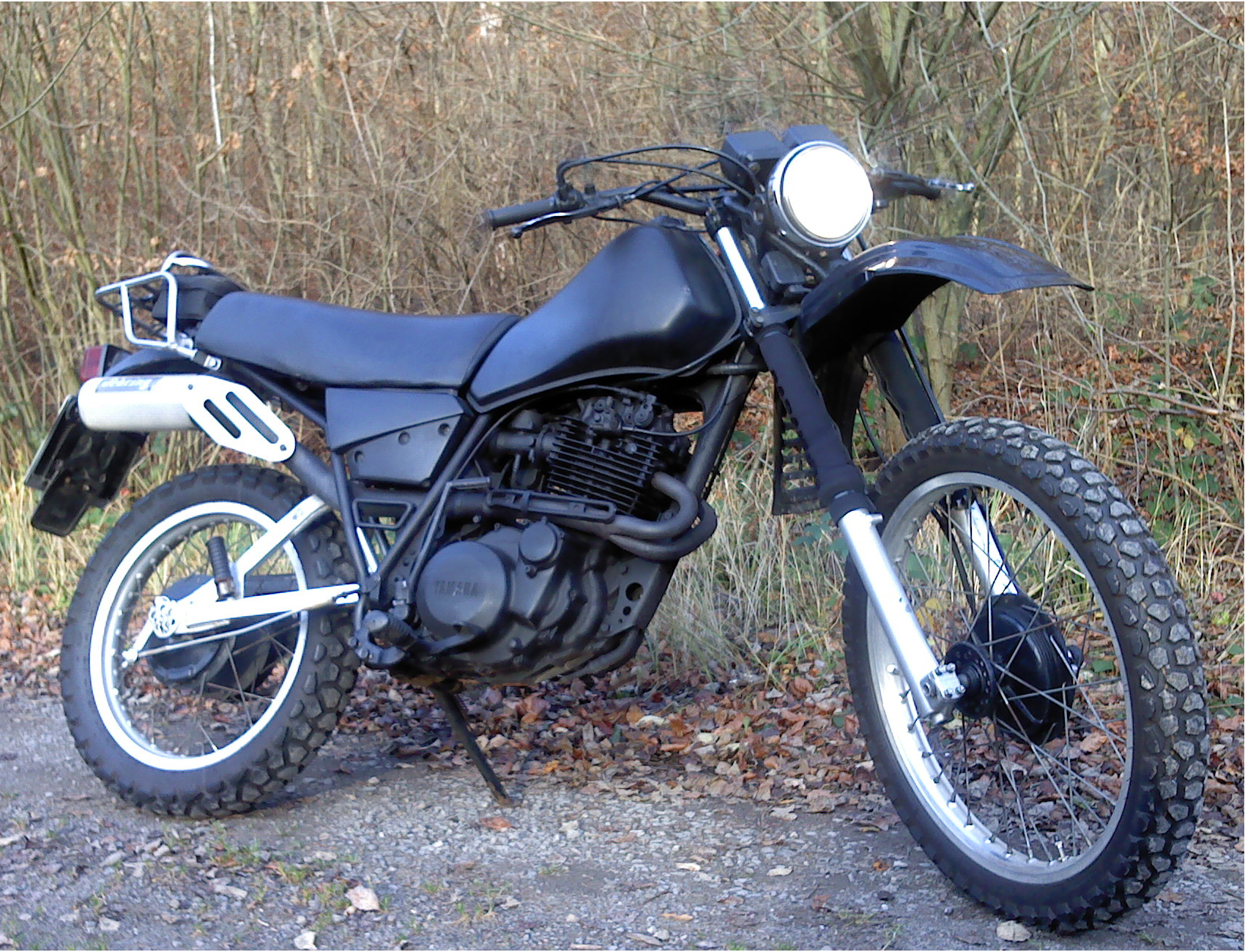
Yamaha XT 550

Die XT 550 ist ein zwischen 1982 und 1984 angebotenes Motorrad des japanischen Herstellers Yamaha.
Vorgänger der Enduro war die Yamaha XT 500, ihr Nachfolger die Yamaha XT 600. Sie hatte im Gegensatz zur Yamaha XT 500 eine elektronische Zündung, Vierventil-Zylinderkopf, Registervergaser, Ausgleichswelle und eine Cantilever-Schwinge mit zentralem Federbein unter dem Tank wie die Yamaha XT 250 sowie eine 12 V-Elektrik und war somit moderner. Zudem war sie ca. 10 kg leichter. Geerbt von der Yamaha XT 500 hatte sie noch die schwachen Halbnaben-Trommelbremsen. Die XT 500 wurde allerdings aufgrund ihrer anhaltenden Beliebtheit bis 1989 gebaut, überlebte also die bessere, nicht besonders erfolgreiche XT 550 um fünf Jahre.
Die Motorkonstruktion der XT 550 setzte sich fort in der Yamaha XT 600, Yamaha XT 600 Tenere, der Yamaha TT 600, der Yamaha SRX 600 und mit Wasserkühlung in Ansätzen auch noch in der Yamaha XTZ 660, der Yamaha SZR. Der XT-550-Motor war auch gerne Ausgangsbasis für diverse kleinere Hersteller von MotoCross- und Geländesportmotorrädern als auch Gespannen.

## Technische Daten
- Motor: Fahrtwindgekühlter Einzylinder-Viertaktmotor, 4 Ventile, Leichtmetallzylinder mit Graugusslaufbuchse, obenliegende, über Kette angetriebene Nockenwelle
- Hubraum: 558 cm³
- Bohrung: 92 mm
- Hub: 84 mm
- Leistung: 28 kW/38 PS bei 6500 min−1 (kann durch Einbau einer anderen Nockenwelle auf 20 kW/27 PS gedrosselt werden)
- Drehmoment: 44,1 Nm bei 5000 min−1
- Getriebe: Fünfganggetriebe
- Starter: Kickstarter
- Tankinhalt: 11,4 l
- Länge: 2280 mm
- Breite: 860 mm
- Höhe: 1180 mm
- Radstand: 1445 mm
- Bodenfreiheit: 250 mm unbelastet
- Gewicht, leer: 134 kg
- Höchstgeschwindigkeit: 145 km/h
- Bereifung vorne: 3.00S-21
- Bereifung hinten: 4.60S-18
- Bremsen (vorne/hinten): Trommel/Trommel
- Elektrische Anlage: 12 V